# Saint-Simon (Cantal)
Pour les articles homonymes, voir Saint-Simon.
Saint-Simon est une commune française située dans le département du Cantal, en région Auvergne-Rhône-Alpes.

## Géographie
Saint-Simon est traversée par la Jordanne. La commune est composée des hameaux de Belliac, Boussac, Lasvergnes, Rouffiac, Saint-Jean-de-Dône et Oyez.

### Communes limitrophes
Les communes limitrophes sont Aurillac, Giou-de-Mamou, Jussac, Marmanhac, Naucelles, Polminhac, Reilhac et Velzic.

### Climat
Pour des articles plus généraux, voir Climat d'Auvergne-Rhône-Alpes et Climat du Cantal.
En 2010, le climat de la commune est de type climat de montagne, selon une étude du CNRS s'appuyant sur une série de données couvrant la période 1971-2000. En 2020, Météo-France publie une typologie des climats de la France métropolitaine dans laquelle la commune est exposée à un climat de montagne ou de marges de montagne et est dans la région climatique Ouest et nord-ouest du Massif Central, caractérisée par une pluviométrie annuelle de 900 à 1 500 mm, maximale en automne et en hiver.
Pour la période 1971-2000, la température annuelle moyenne est de 9,7 °C, avec une amplitude thermique annuelle de 15,4 °C. Le cumul annuel moyen de précipitations est de 1 309 mm, avec 12,9 jours de précipitations en janvier et 8,2 jours en juillet. Pour la période 1991-2020, la température moyenne annuelle observée sur la station météorologique de Météo-France la plus proche, sur la commune de Marmanhac à 5 km à vol d'oiseau, est de 10,6 °C et le cumul annuel moyen de précipitations est de 1 461,7 mm,. Pour l'avenir, les paramètres climatiques de la commune estimés pour 2050 selon différents scénarios d'émission de gaz à effet de serre sont consultables sur un site dédié publié par Météo-France en novembre 2022.

## Urbanisme

### Typologie
Au 1er janvier 2024, Saint-Simon est catégorisée commune rurale à habitat dispersé, selon la nouvelle grille communale de densité à 7 niveaux définie par l'Insee en 2022.
Elle est située hors unité urbaine. Par ailleurs la commune fait partie de l'aire d'attraction d'Aurillac, dont elle est une commune de la couronne,. Cette aire, qui regroupe 85 communes, est catégorisée dans les aires de 50 000 à moins de 200 000 habitants,.

### Occupation des sols
L'occupation des sols de la commune, telle qu'elle ressort de la base de données européenne d’occupation biophysique des sols Corine Land Cover (CLC), est marquée par l'importance des territoires agricoles (78,9 % en 2018), une proportion sensiblement équivalente à celle de 1990 (79,1 %). La répartition détaillée en 2018 est la suivante : 
zones agricoles hétérogènes (45,4 %), prairies (33,5 %), forêts (16,4 %), milieux à végétation arbustive et/ou herbacée (2,7 %), zones urbanisées (1,9 %). L'évolution de l’occupation des sols de la commune et de ses infrastructures peut être observée sur les différentes représentations cartographiques du territoire : la carte de Cassini (XVIIIe siècle), la carte d'état-major (1820-1866) et les cartes ou photos aériennes de l'IGN pour la période actuelle (1950 à aujourd'hui).

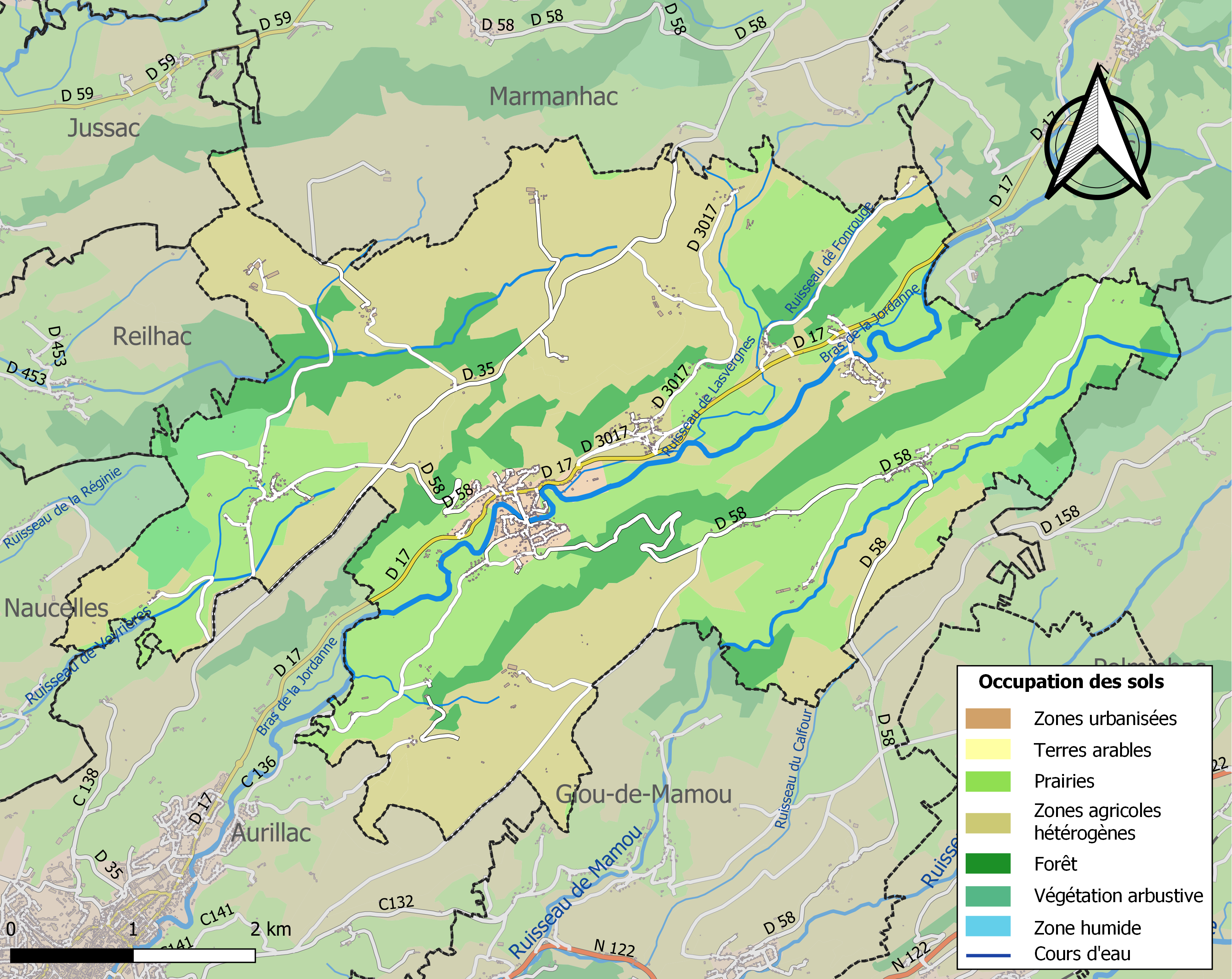
Carte des infrastructures et de l'occupation des sols de la commune en 2018 (CLC).

### Habitat et logement
En 2018, le nombre total de logements dans la commune était de 602, alors qu'il était de 580 en 2013 et de 553 en 2008.
Parmi ces logements, 79,9 % étaient des résidences principales, 13,8 % des résidences secondaires et 6,3 % des logements vacants. Ces logements étaient pour 97,3 % d'entre eux des maisons individuelles et pour 2,5 % des appartements.
Le tableau ci-dessous présente la typologie des logements à Saint-Simon en 2018 en comparaison avec celle du Cantal et de la France entière. Une caractéristique marquante du parc de logements est ainsi une proportion de résidences secondaires et logements occasionnels (13,8 %) inférieure à celle du département (20,4 %) mais supérieure à celle de la France entière (9,7 %). Concernant le statut d'occupation de ces logements, 86,5 % des habitants de la commune sont propriétaires de leur logement (84,5 % en 2013), contre 70,4 % pour le Cantal et 57,5 pour la France entière.
| Typologie                                               | Saint-Simon | Cantal | France entière |
| ------------------------------------------------------- | ----------- | ------ | -------------- |
| Résidences principales (en %)                           | 79,9        | 67,7   | 82,1           |
| Résidences secondaires et logements occasionnels (en %) | 13,8        | 20,4   | 9,7            |
| Logements vacants (en %)                                | 6,3         | 11,9   | 8,2            |

## Histoire
L'ancien nom de Saint-Simon était saint Sigismond, saint patron de l'église paroissiale qui comportait un cloître et qui appartenait à l'abbaye d'Aurillac, comme faisant partie du patrimoine du comte Géraud d'Aurillac.
L'abbé d'Aurillac possédait trois hautes justices, celle de la ville, celle du Bex et celle de Belliac qui ont été réunies à la fin du XVIIIe siècle à la justice royale du présidial d'Aurillac.
Dans le village de Belliac l'abbaye possédait un bois nommé Gerbert et une terre appelée del Pontifex que la tradition considère comme témoignages que Gerbert d'Aurillac est originaire de ce lieu. Cette localisation n'est pas reprise dans sa biographie par Pierre Riché qui se limite en 1987 à rapporter que Sylvestre II était un Aquitain, et qu'il avait été instruit dans l'école interne du monastère d'Aurillac. En 817, Louis le Pieux avait réservé aux oblats l'accès aux écoles internes des monastères, instituant pour les autres enfants des écoles externes. Dans son Histoire de Gerbert, pape de l'An Mil publiée en 2000, Florence Trystam montre l'invraisemblance de la légende de Gerbert, petit pâtre gardant les troupeaux qui aurait été remarqué par l'abbé d'Aurillac. Elle présente Gerbert comme un oblet, et rappelle que selon les usages du temps, il « était le fils d'une famille libre de la région », « ses parents le confièrent au monastère le plus proche », vers dix ans pour y être instruit et devenir moine, « nanti d'une dot, sans doute une terre qui assurait son entretien », et ce sont ces terres données par les parents de Gerbert dont l'abbaye aura conservé le nom.
En 1821, la paroisse de Saint-Jean-de-Donne (aujourd'hui Saint-Jean de Dône), ancienne commanderie de l'Ordre de Malte, a été réunie à la commune de Saint-Simon.
En 1874, Velzic est détachée de Saint-Simon et érigée en commune indépendante.

## Politique et administration

### Liste des maires
| Période                                  | Période   | Identité          | Étiquette          | Qualité                  |
| ---------------------------------------- | --------- | ----------------- | ------------------ | ------------------------ |
| Les données manquantes sont à compléter. |           |                   |                    |                          |
| avant 1981                               | ?         | Bernard Veyrat    |                    |                          |
| mai 1929                                 | mai 1933  | Barthélémy Galéry | Radical Socialiste | Pâtissier                |
| mars 1959                                | mars 1971 | Pierre Moussarie  |                    | Receveur principal       |
| mars 2001                                | mars 2008 | Jean-Louis Coudon |                    |                          |
| mars 2008                                | mai 2020  | Daniel Fabre      | DVD                | Représentant de commerce |
| mai 2020                                 | En cours  | Nathalie Gardes   | SE                 |                          |

## Population et société

### Démographie

#### Évolution démographique
L'évolution du nombre d'habitants est connue à travers les recensements de la population effectués dans la commune depuis 1793. Pour les communes de moins de 10 000 habitants, une enquête de recensement portant sur toute la population est réalisée tous les cinq ans, les populations de référence des années intermédiaires étant quant à elles estimées par interpolation ou extrapolation. Pour la commune, le premier recensement exhaustif entrant dans le cadre du nouveau dispositif a été réalisé en 2008.

En 2022, la commune comptait 1 142 habitants, en évolution de −1,04 % par rapport à 2016 (Cantal : −1,08 %, France hors Mayotte : +2,11 %).
| 1793  | 1800  | 1806  | 1821  | 1831  | 1836  | 1841  | 1846  | 1851  |
| ----- | ----- | ----- | ----- | ----- | ----- | ----- | ----- | ----- |
| 1 538 | 1 321 | 1 617 | 1 460 | 1 563 | 1 505 | 1 623 | 1 575 | 1 493 |

| 1856  | 1861  | 1866  | 1872  | 1876  | 1881  | 1886  | 1891  | 1896  |
| ----- | ----- | ----- | ----- | ----- | ----- | ----- | ----- | ----- |
| 1 531 | 1 487 | 1 540 | 1 501 | 1 451 | 1 435 | 1 480 | 1 427 | 1 351 |

| 1901  | 1906  | 1911  | 1921  | 1926  | 1931  | 1936  | 1946 | 1954 |
| ----- | ----- | ----- | ----- | ----- | ----- | ----- | ---- | ---- |
| 1 356 | 1 251 | 1 220 | 1 149 | 1 113 | 1 069 | 1 053 | 880  | 878  |

| 1962 | 1968 | 1975  | 1982 | 1990 | 1999  | 2006  | 2008  | 2013  |
| ---- | ---- | ----- | ---- | ---- | ----- | ----- | ----- | ----- |
| 846  | 842  | 1 007 | 959  | 989  | 1 018 | 1 071 | 1 086 | 1 143 |

| 2018  | 2022  | - | - | - | - | - | - | - |
| ----- | ----- | - | - | - | - | - | - | - |
| 1 127 | 1 142 | - | - | - | - | - | - | - |

#### Pyramide des âges
La population de la commune est plus jeune que celle du département. En 2021, le taux de personnes d'un âge inférieur à 30 ans s'élève à 26 %, soit un taux inférieur à la moyenne départementale (26,5 %). À l'inverse, le taux de personnes d'un âge supérieur à 60 ans (33,3 %) est inférieur au taux départemental (36,6 %).
En 2021, la commune comptait 550 hommes pour 576 femmes, soit un taux de 51,15 % de femmes, supérieur au taux départemental (51,1 %).
Les pyramides des âges de la commune et du département s'établissent comme suit :
| Hommes | Classe d’âge | Femmes |
| ------ | ------------ | ------ |
| 0,2    | 90 ou +      | 0,9    |
| 9,3    | 75-89 ans    | 13,6   |
| 21,2   | 60-74 ans    | 21,2   |
| 24,1   | 45-59 ans    | 23,1   |
| 17,7   | 30-44 ans    | 16,6   |
| 9,7    | 15-29 ans    | 8,2    |
| 17,8   | 0-14 ans     | 16,4   |

| Hommes | Classe d’âge | Femmes |
| ------ | ------------ | ------ |
| 1,2    | 90 ou +      | 3,1    |
| 10,1   | 75-89 ans    | 13,5   |
| 22,9   | 60-74 ans    | 22,6   |
| 21,8   | 45-59 ans    | 20,5   |
| 16,1   | 30-44 ans    | 15,2   |
| 13,8   | 15-29 ans    | 11,9   |
| 14,2   | 0-14 ans     | 13,3   |

## Vie locale

### Sports
Rugby à XV
- Le Racing club de Saint-Simon engagé en championnat de France de rugby à XV de 3e division fédérale 2020-2021.

## Culture locale et patrimoine

### Lieux et monuments
Plusieurs bâtiments sont classés au titre des monuments historiques :
- Aigueparses ;
- Belair, hameau sur le plateau ;
- Belliac, village où se trouvait jusqu'à la fin du XVIIIe siècle une chapelle à l'invocation de Notre-Dame avec en dessous une source et un moulin à papier. Le Puy Gerbert, où se trouve une stèle commémorant la naissance en 947[21] de Gerbert, pourrait être le site d'un ancien castrum ; un bois Gerbert est attesté dès le XVIe siècle dans un acte.
- Boussac, village situé sur la montagne vers Polminhac et ancien fief qui possédait une chapelle desservie tous les jours sauf à Noël et Pâques ;
- Caluche, hameau ;
- La Bastide, domaine avec ancien château ruiné, construit fin XVe siècle par Guy de Marcenat marié à Anthoinette du Cheylar, dame en partie de Labeau en 1508 ; possédé au XIXe siècle par la famille Esquirou de Parieu ;
- Le Bourg, où se trouvent l'église, la mairie, le tilleul Sully, le vieux pont, le terrain de sport ;
- Le château de Clavières (XVIIIe siècle) ISMH et gros village sur la rive gauche de la Jordanne ;
- La Carrière, hameau au bord de la Jordanne ;
- La Croix-de-l'Arbre, citée en 1452, sur le bord de la route des crêtes allant d'Aurillac au château de l'ancien château de Lapeyre qui appartenait à une branche de la famille de Tournemire ;
- Dône, ancien oppidum qui figurait dans le codicille du testament de saint Géraud d'Aurillac, appartenait ensuite au célerier de l'abbaye d'Aurillac;
- Fontrouge, hameau ;
- Le château de la Force ruiné (XVIe siècle) ;
- Le château de Labeau (XVIIe siècle);
- Le château de Lalaubie (XVe siècle-XVIIIe siècle) (site classé et bâtiment ISMH) ;
- La Réginie ;
- La Sagne ;
- La Veyrine, petit château situé entre Nozerolles et Dône, relevait pour moitié du célerier de l'abbaye et pour moitié de la commanderie de Saint-Jean ;
- Las Granges, hameau ;
- Las Rialles ;
- Las Vergnes ;
- Lestrade ;
- Marcou, hameau cité dans le codicille du testament de Saint Géraud, appartenait ensuite au célerier de l'abbaye ;
- Le Martinet, ancien moulin à cuivre, ou Martinet, qui a fonctionné jusqu'au XIXe siècle, grange à abside du XVIIIe siècle (ISMH), château du XIXe siècle avec parc remarquable sur les bords de la Jordanne ;
- Mazeirac ;
- Mazic, fief et petit château qui a donné son nom à une branche de la famille Cambefort, orangerie construite en 1852 ;
- Mirabel ;
- Nozerolles ;
- Le château d'Oyez motte (XIIe siècle) et logis (XVIe siècle) (ISMH) ainsi que son jardin botanique ;
- Pont en pierre, place de l'église. Il desservait la route qui remontait la vallée passant sur la rive gauche de la Jordanne qui a été abandonnée au début du XVIIIe siècle pour une nouvelle route passant rive droite ;
- Roudadou, hameau proche de Labeau avec domaine dominant le vallon de Reilhaguet ;
- Rouffiac ;
- Sagergues ;
- Salesse ;
- La commanderie de Saint-Jean-de-Donne, village avec une chapelle entourée de son cimetière,
- L'église de Saint-Sigismond, devenue Saint-Simon, qui possédait un cloître, a été fortement restaurée au XIXe siècle. Elle englobe la tour Saint-Géraud du XIIe siècle. Un ensemble de fresques réalisées en 2005 par le peintre hongrois Gabor Szinte retrace en douze tableaux la vie et les œuvres du pape Sylvestre II, natif de la paroisse. Plusieurs éléments mobiliers sont classés[22]:
  - Une cloche de bronze de 1535, et deux cloches de bronze de 1816
  - Des fonts baptismaux de style roman en roche volcanique, datant du Moyen Âge
  - Un tableau de saint Sigismond du XVIIe siècle

ainsi que diverses pièces d'orfèvrerie.
- Le tilleul Sully place de l'Église.

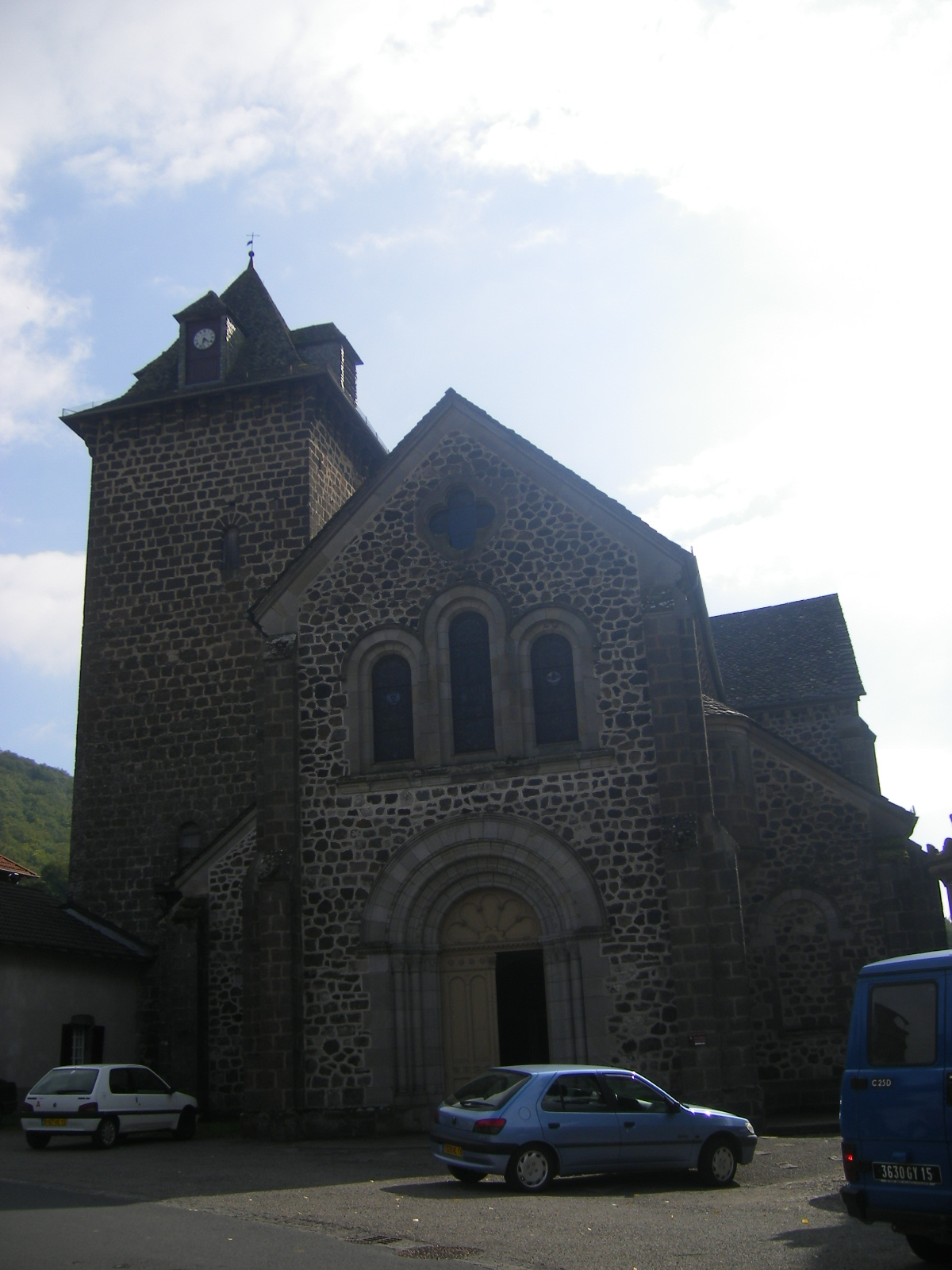
L'église.
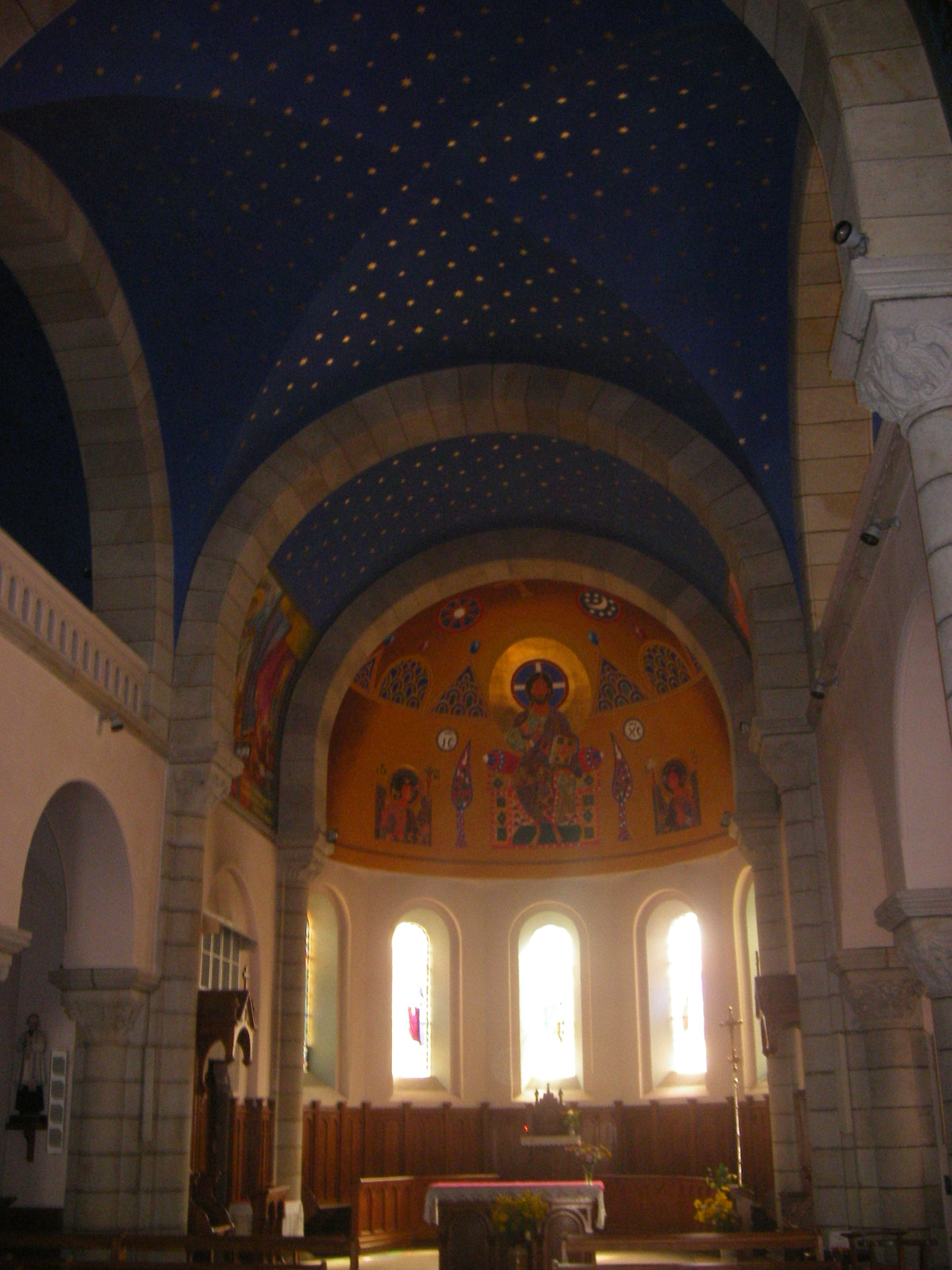
Intérieur de l'église.
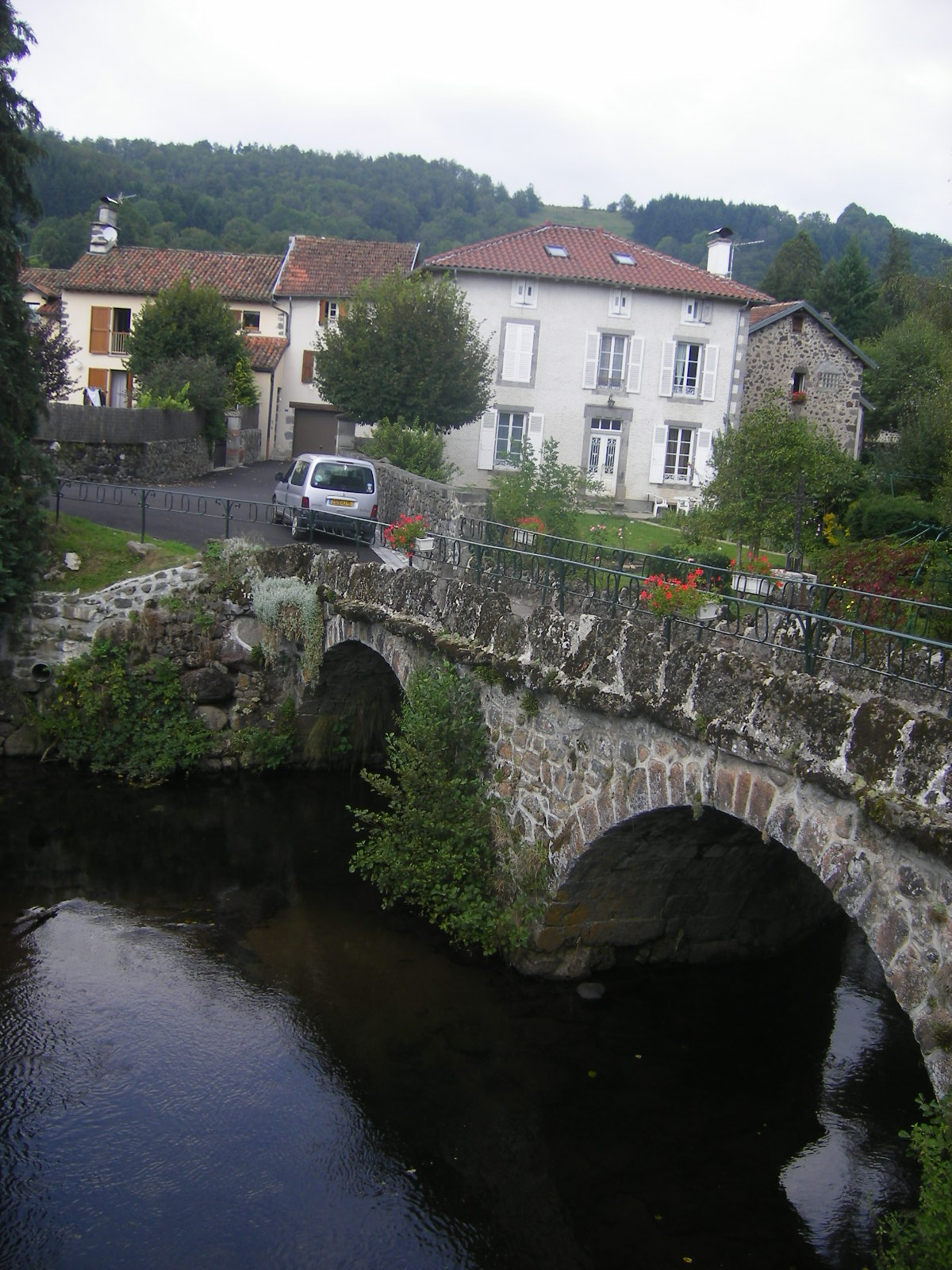
Vieux pont sur la Jordanne.

### Personnalités liées à la commune
- Gerbert d'Aurillac, d'après la tradition, Belliac est le village natal de Gerbert d'Aurillac, pape sous le nom de Sylvestre II (de 999 à 1003).
- Jean-Baptiste Veyre, (1798-1876) instituteur à Saint-Simon, écrivain et poète en langue d'Oc, est l'auteur des Piaoulats d'un reïpetit, recueil de poésies patoises, publié en 1860, à Aurillac, imprimerie Picut. Une fontaine est érigée en son hommage Place de la Pradelle (vers 1908).
- Robert Garric (1896-1967) y possédait une maison.
- Pierre Moussarie (1910-1978), poète, receveur principal des P.T.T., maire de Saint-Simon